# Philippe de Lorraine-Florange
Philippe de Lorraine ou Philippe de Florange, mort le 20 décembre 1297, fut évêque de Metz de 1261 à 1263.

## Biographie
Arrière-petit-fils du duc Simon Ier de Lorraine et d'Adélaïde de Supplimbourg, il était fils de Philippe de Lorraine, seigneur de Florange, et de Mathilde. Son père était lui-même fils de Robert de Lorraine, seigneur de Florange et d'Euphémie.
En 1237, Philippe de Florange fut élu prévôt de la collégiale de Saint-Dié, puis devint avant 1260 trésorier de l'église de Metz.
À la mort de son cousin Jacques de Lorraine, évêque de Metz, le 24 octobre 1260, il est élu par une partie des chanoines pour lui succéder, mais il se trouve face à Thibaut de Porcellets soutenu par les autres chanoines.
Il est soutenu et sacré par archevêque de Trèves, mais l'autre candidat, soutenu par Thiébaut II, comte de Bar, en appelle au pape et l'accuse de simonie. Philippe négocie avec le comte de Bar et, fin 1263, place son diocèse sous la protection du celui-ci.
C'est au tour de Ferry III, duc de Lorraine, d'en être irrité et d'en appeler à son tour au pape Urbain IV. Celui-ci notifie à Philippe l'irrégularité de son élection en indiquant que du fait de son extrême ignorance, il est indigne de l'épiscopat. Guillaume de Traînel est nommé à sa place, mais il reste trésorier de Metz et se retire dans ses possessions.

## Source
- Georges Poull, La Maison ducale de Lorraine, Nancy, Presses universitaires de Nancy, 1991, 575 p. [détail de l’édition] (ISBN 2-86480-517-0)